# Resolutie 175 Veiligheidsraad Verenigde Naties
Resolutie 175 van de Veiligheidsraad van de Verenigde Naties was de tweede van twee resoluties die werden aangenomen op 12 september 1962. De resolutie werd unaniem goedgekeurd en beval Trinidad en Tobago aan voor VN-lidmaatschap.

## Inhoud
De Veiligheidsraad had de aanvraag van Trinidad en Tobago voor lidmaatschap van de Verenigde Naties bestudeerd, en beval de Algemene Vergadering aan om aan Trinidad en Tobago het lidmaatschap te verlenen.

## Verwante resoluties
- Resolutie 173 Veiligheidsraad Verenigde Naties (Burundi)
- Resolutie 174 Veiligheidsraad Verenigde Naties (Jamaica)
- Resolutie 176 Veiligheidsraad Verenigde Naties (Algerije)
- Resolutie 177 Veiligheidsraad Verenigde Naties (Oeganda)

Lijst ·  171 ·  172 ·  173 ·  174 ·  175 ·  176 ·  177